# Sylva Koscina
Sylva Koscina (ejtsd ˈsilva ˈkɔʃʃina), születési nevén Silvija Košćina, (ejtsd sǐlʋija kǒʃtɕina) (Zágráb, Jugoszláv Királyság, 1933. augusztus 22. – Róma, 1994. december 26.) horvátországi születésű olasz modell és filmszínésznő, aki négy évtizedes pályafutása során több mint 120 európai és amerikai filmben szerepelt.

## Élete

### Származása
Horvátországban született 1933-ban, a Jugoszláv Királyság idején. Apja görög szállodatulajdonos volt, aki Splitben működtette szállodáját, lengyel feleségével. Közös leányuk Silvija Košćina néven született, de használták görögösen írt nevét is (Σύλβα Κοσκινού / Szílva Koszkinoú). Tízéves kora körül, a második világháború folyamán szülei Olaszországba küldték felnőtt nővéréhez, aki olasz állampolgárságú férfihoz ment feleségül.
Tizenéves korában szépségversenyeket nyert, divatmodellként dolgozott. A Nápolyi II. Frigyes Egyetemen fizikát tanult, apácák által vitt leányszállón lakott. Az 1954-es Giro d’Italia szervezői felkérték, vállalja el a Miss di Tappa szerepét, aki a beérkező szakaszgyőztesnek csók kíséretében virágcsokrot ad át. Szemérmességét legyőzve vállalta a munkát.

### Színésznői pályája

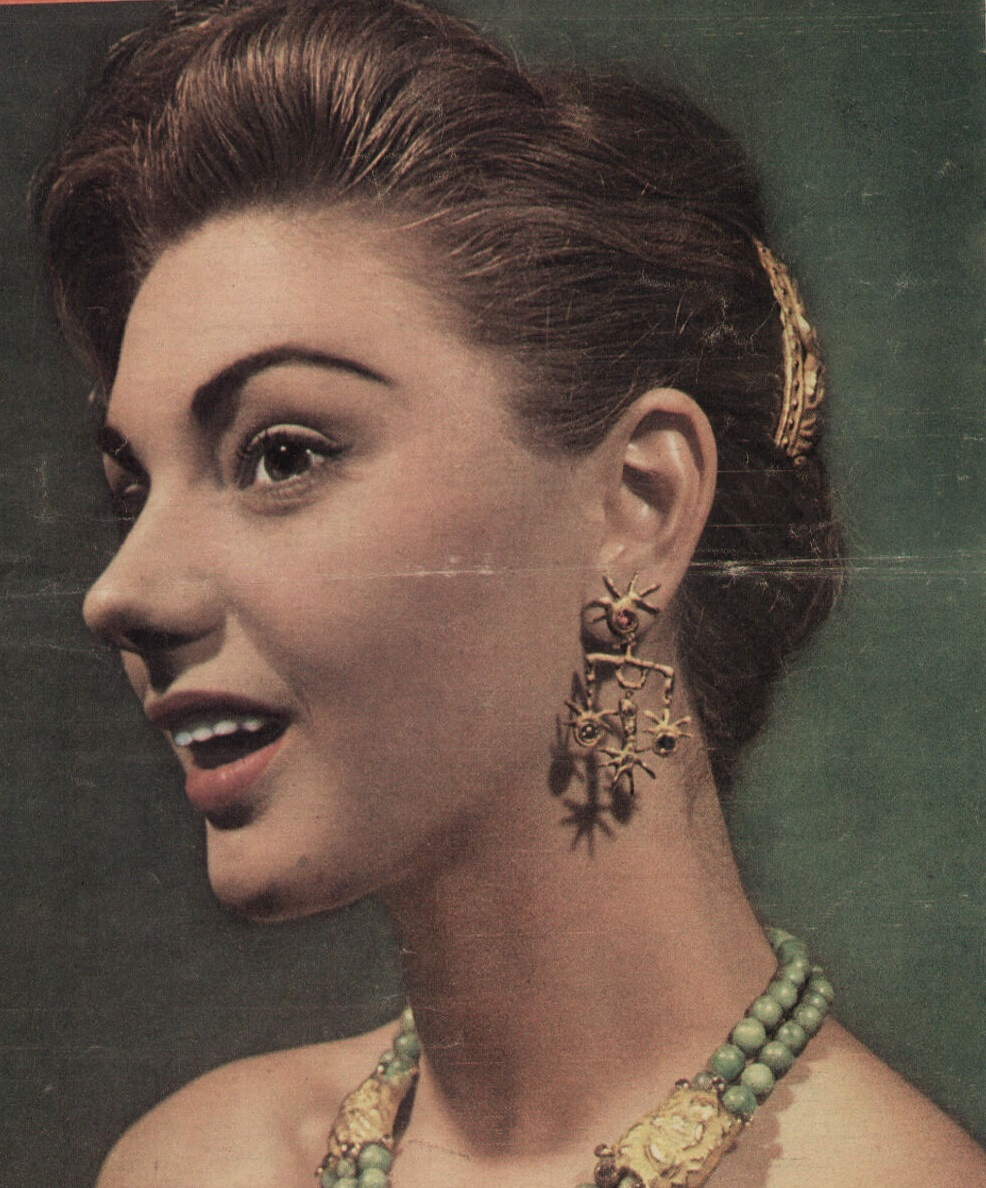
1957-ben

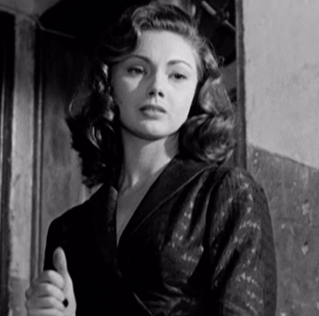
Giulia szerepében, a Hétköznapi tragédiákban (1958)

A sajtóban a Giróról megjelent Koscina-fotó alapján Eduardo De Filippo még 1954-ben apró szerepet ajánlott neki éppen készülő Questi fantasmi című kísértet-filmjében. Ebbe végül nem került be, de felfigyeltek rá, és egy évvel később megkapta első kisebb filmszerepét Camillo Mastrocinque rendező Emberek vagy örmesterek című vígjátékában, a főszereplő Totò mellett. A következő év meghozta számára az áttörést: drámai főszerepet kapott Pietro Germi Hétköznapi tragédiák (Il ferroviere) c. filmjében, ahol maga Germi játszotta a főszereplő vasútmérnököt, Koscina a leányát, Giuliát. 1957-ben Alberto Lattuada Guendalina c. romantikus filmjében tűnt fel, ifjú lányos anyaként.
Népszerű vígjátékok vezető szereplőjévé vált, mint a Sabella nagymama (1957), A férfi is tolvaj, a nő is tolvaj (1958), a Szegény milliomosok (1959) és a Sabella unokája (1959). Nagy tehetséggel alakított csábító démonokat és szende naivákat egyaránt. Sokszor játszott olyan, a korabeli olasz társadalmat jellemző nőtípust, aki női eszközeivel küzd a társadalmi felemelkedésért. Luigi Comencini 1958-as Veszélyes feleségek (Mogli pericolose) című vígjátékában a szegény lányt játszó Giorgia Moll szerelmi vetélytársa volt. Herkules-filmekben játszotta a főhős (Steve Reeves) feleségét, Iolét, az 1958-as Herkulesben, és az 1959-es Ercole e la regina di Lidiában. 1959-ben egy utcai szabálysértés után az intézkedő rendőr bírság nélkül elengedte, ebből hivatalos botrány keletkezett. A sztoriból született 1960-ban Luigi Zampa rendező A rendőr című filmvígjátéka, Alberto Sordival, Vittorio De Sicával és Marisa Merlinivel a főszerepekben. Koscina önmagát játszotta a filmben.

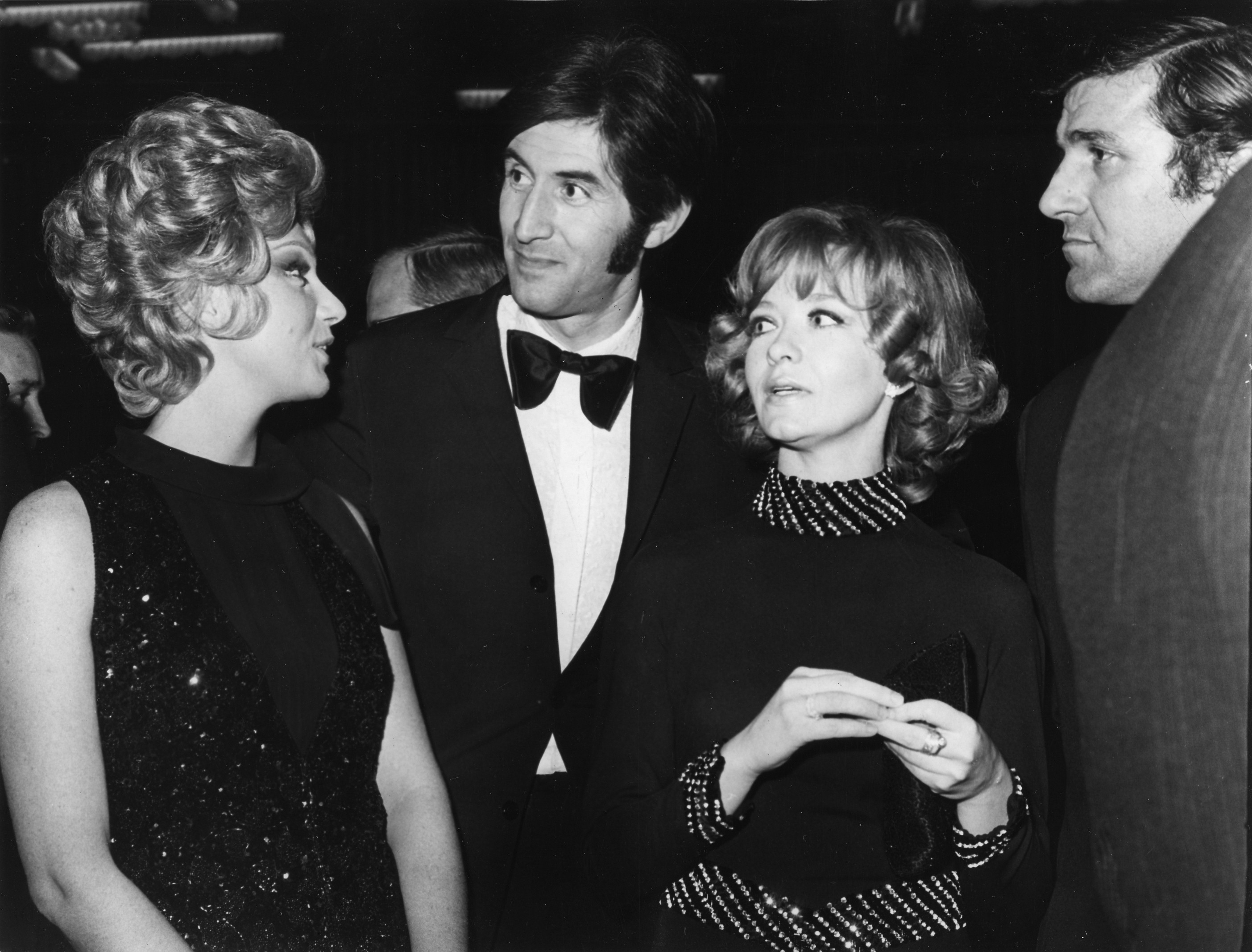
Koscina (balra), Ljubiša Samardžić, Milena Dravić és Bata Živojinović, 1969-ben, A neretvai csata szarajevói premierjén

1961-ben Damiano Damiani A bérgyilkos c. thrillerében kapott fontos szerepet. 1963-ban Jean de La Fontaine meséinek ötleteiből, négy rendező közös munkájaként elkészült, négy epizódból álló Les quatre vérités („Négy igazság”) című film egyik epizódjában, A nyúl meg a teknős (Le lièvre et la tortue)-ben Alessandro Blasetti rendező Koscina és Monica Vitti vetélkedését vitte vászonra. Rendszeres vendége volt televíziós beszélgetéseknek és show-műsoroknak. Harmincéves kora után amerikai filmekben próbálkozott olyan sztárok mellett, mint Paul Newman (The Secret War of Harry Frigg, 1967), David McCallum (Three Bites of the Apple, 1967) és Kirk Douglas (A Lovely Way to Die, 1968), mérsékelt sikerrel.
Az 1960-as évek második felében kebleinek felfedésével karrierje újra fellendült. 1967 májusában Angelo Frontoni (1929–2002) fotográfus által készített meztelen fotósorozata megjelent a Playboy amerikai kiadásában. Laurence Harvey partnereként főszereplője volt Mauro Bolognini rendező 1969-es L’assoluto naturale című filmdrámájának, ahol nyílt szexjelenetekben vett részt, későbbi nyilatkozata szerint „csakis a rendező kedvéért”. Robert Siodmak rendező nagyszabású, kétrészes történelmi filmjében, az 1968-as Harc Rómáértban a veszedelmes intrikákkal manipuláló és csábító Theodóra bizánci császárnét alakította. Az évtized egyik szex-szimbólumává vált, több komoly filmbe is betették, „erotikus csaléteknek”. Szerepelt Jesús Franco 1969-es Marquis de Sade: Justine című drámájában, Klaus Kinski és Romina Power mellett, és Mario Bava 1972-es Lisa és az ördög című erotikus horrorfilmjében, az utóbbiban Elke Sommer, Telly Savalas és Gabriele Tinti társaságában. Meztelen szerepet játszott Bruno Corbucci rendező 1972-es Boccaccio-filmjében is. Fénykorában évente tíznél több filmben szerepelt.
Fajsúlyos filmszerepeket is játszott, így Georges Franju rendező 1963-as Judex c. drámájában, Federico Fellini 1965-ös Júlia és a szellemek c. filmjében, Giulietta Masinával és Sandra Milóval. Ralph Thomas rendező 1967-es Deadlier Than the Male című thrillerében Elke Sommerrel és Suzanna Leigh-vel együtt profi női bérgyilkos-trió tagja volt. 1969-ben Danica partizánlányt alakította Veljko Bulajic jugoszláv rendeztő A neretvai csata c. háborús filmjében. 1970-ben egy német orvosnőt alakított Phil Karlson Darázsfészek című háborús kalandfilmjében, Rock Hudson mellett.
Az 1970-es évektől valamelyest ritkította megjelenéseit, az 1980-as években már sokkal kevesebbet szerepelt. Utolsó filmszerepét 1992-ben játszotta el, az 1993-ban bemutatott C’è Kim Novak al telefono c. filmdrámában. A főszereplő Jacques Perrin anyját alakította.

### Magánélete, halála
Az 1960-as évektől igen sok pénzt keresett. Róma elegáns negyedében, a Marinóban fényűző villát vett, melyet eredeti 16. századi bútorokkal és értékes műtárgyakkal rendezett be. 1976-ra kiadásai meghaladták bevételeit, komoly adóhátralékot halmozott fel, a bírság miatt el kellett adnia az ingatlant.
1960-tól Raimondo Castellivel, egy alig ismert filmproducerrel élt együtt, aki házasember volt. Castelli felesége, Marinella nem egyezett bele a válásba, ahogy a korabeli olasz törvények ezt megkívánták. Castelli és Koscina 1967-ben Mexikóban összeházasodtak, de a házasságukat Olaszországban érvénytelenítették, Castelli bigámiája miatt.
Koscina 1994-ben hunyt el Rómában, 61 éves korában, emlőrák következtében. az olasz fővárosban, a Prima Porta-i temetőben nyugszik.

## Főbb filmszerepei
- 1955: Emberek vagy örmesterek (Siamo uomini o caporali); pályázó színésznő
- 1956: Hétköznapi tragédiák (Il ferroviere); Giulia Marcocci
- 1956: Sztrogoff Mihály (Michel Strogoff); Zingara (cigánylány)
- 1957: Guendalina; Francesca Redaelli, Guendalina anyja
- 1957: Sabella nagymama (La nonna Sabella); Lucia
- 1957: La Gerusalemme liberata; Clorinda
- 1958: Herkules (Le fatiche di Ercole); Iolé, Péliász leánya
- 1958: Fiatal férjek (Giovani mariti); Mara Rossi Bandelli
- 1958: A férfi is tolvaj, a nő is tolvaj (Ladro lui, ladra lei); Cesira De Angelis
- 1958: Totò a Parigi; Juliette Marchand
- 1958: Veszélyes feleségek (Mogli pericolose); Tosca
- 1958: Totò nella luna; Lidia
- 1958: Nyár… Nők… Férfiak (Racconti d’estate); Renata Morandi
- 1959: Nagy Heródes (Erode il grande); névtelen szerep
- 1959: Ercole e la regina di Lidia; Iolé, Péliász leánya
- 1959: Szegény milliomosok (Poveri milionari); Alice
- 1959: Le confident de ces dames; Maria Bonifati doktornő
- 1959: Sabella unokája (La nipote Sabella); Lucia
- 1960: A rendőr (Il vigile); önmaga
- 1960: L’assedio di Siracusa; Klió
- 1960: I piaceri dello scapolo; Eby
- 1960: Le pillole di Ercole; Silvia Pasqui
- 1960: Mariti in pericolo; Silvana
- 1961: A bérgyilkos (Il sicario); Carla
- 1962: Le massaggiatrici; Marisa
- 1962: A Siena-beli kardforgató (La congiura dei dieci); Orietta Arconti
- 1962: A vasálarcos (Le masque de fer); Marion
- 1962: Les quatre vérités; „Le lièvre et la tortue” c. rész; Mia
- 1962: I giacobini, tévé-minisorozat; Lucile Duplessis
- 1964: Beszéljünk a nőkről (Se permettete parliamo di donne); vonakodó lány
- 1964: Cadavere per signora; Laura Guglielmetti
- 1964: Cyrano és d’Artagnan (Cyrano et d’Artagnan); Ninon de l’Enclos
- 1965: Isztambul-akció (Estambul 65); Kelly
- 1965: Júlia és a szellemek (Giulietta degli spiriti); Sylva
- 1965: Segítség! Gyilkos! (Thrilling); Paola
- 1965: Olasz furcsaságok (Made in Italy); Donna Diana
- 1966: Baraka sur X 13; Mania
- 1966: Én, én, én… és a többiek (Io, io, io… e gli altri); a sztár
- 1966: Hamis pénz (Monnaie de singe); Lucile
- 1966: Les fables de La Fontaine, tévésorozat; „Le lièvre et la tortue” epizód; Mia
- 1967: Three Bites of the Apple; Carla Moretti
- 1967: Deadlier Than the Male; Penelope
- 1967: Johnny Banco; Laureen Moore
- 1968: The Secret War of Harry Frigg; Francesca Di Montefiore grófnő
- 1968: Szenzációvadászok (I protagonisti); Nancy
- 1968: Harc Rómáért (Kampf um Rom I); Teodóra császárné
- 1969: Kampf um Rom II - Der Verrat; Teodóra császárné
- 1969: Marquis de Sade: Justine; Bressac márkinő
- 1969: L’assoluto naturale; a Nő
- 1969: Meztelennek látom (Vedo nudo); önmaga
- 1969: A neretvai csata (Bitka na Neretvi); Danica
- 1970: Darázsfészek (Hornets’ Nest); Bianca
- 1970: A riszálás művésze ( Ninì Tirabusciò, la donna che inventò la mossa); Valdarno bárónő
- 1971: Les jambes en l’air; Favouille Grandblaise
- 1971: Homo Eroticus; Carla
- 1971: African Story; Barbara Hayland
- 1972: Boccaccio; Fiametta
- 1972: La mala ordina; Lucia Canali
- 1974: Lisa és az ördög (Lisa e il diavolo); Sophia Lehar
- 1977: Casanova & Co.; a prefektus felesége
- 1980: Szexis hétvége (Les séducteurs); Zaira
- 1981: Ász (Asso); Enrichetta Morgan
- 1991: L’odissea (TV Movie); Minerva
- 1994: C’è Kim Novak al telefono; Enrico's Mother

## Elismerései, díjai
- 1967: Laurel-díj, jelölés a legjobb kezdő színésznő díjára
- 1969: Taorminai Filmfesztivál, a legjobb színésznőnek járó Arany Narancs-díj (Arancia d’oro).

## További információ
- Sylva Koscina a PORT.hu-n (magyarul)
- Sylva Koscina az Internetes Szinkronadatbázisban (magyarul)
- Sylva Koscina az Internet Movie Database-ben (angolul)
- Sylva Koscina a Rotten Tomatoeson (angolul)
- Sylva Koscina. Filmkatalógus.hu (magyarul)
- Sylva Koscina az AlloCiné weboldalán (franciául)
- Sylva Koscina Profile (angol nyelven). famousfix.com. (Hozzáférés: 2023. július 15.)